# Оква-Кемп (аэропорт)
Аэропорт Оква-Кемп (ИКАО: FBOK) — коммерческий аэропорт, расположенный вблизи Оква-Кемп (Ботсвана).